# Andrej Lovšin
‎
Andrej Lovšin, slovenski častnik, policist, obveščevalec in poslovnež, * 11. oktober 1960, Ribnica.
Najbolj je znan kot direktor Voma in predsednik uprave Intereurope.

## Odlikovanja in nagrade
Leta 1992 je prejel srebrni častni znak svobode Republike Slovenije z naslednjo utemeljitvijo: »za izjemne zasluge pri obrambi svobode in uveljavljanju suverenosti Republike Slovenije«.